# Mel Ott
Pour les articles homonymes, voir Ott.
Melvin Thomas Ott (né le 2 mars 1909 à Gretna, Louisiane, décédé le 21 novembre 1958 à La Nouvelle-Orléans, Louisiane) était un joueur américain de baseball qui a joué toute sa carrière (22 saisons) avec les Giants de New York en Ligue majeure de baseball. Il est le premier joueur de la Ligue nationale ayant frappé 500 coups de circuit, dépassant le total de coups de circuit de Rogers Hornsby. Son total restera le meilleur total de la Ligue nationale jusqu'en 1966 lorsque Willie Mays le dépasse. Il fut élu au temple de la renommée du baseball en 1951 avec 87 % du vote. Les Giants ont retiré le numéro 4 de son uniforme.
Après sa retraite du baseball professionnel, il travaille comme commentateur pour les Tigers de Detroit. Il est mort en 1958 à seulement 49 ans.

## Palmarès
- Mena la ligue en coups de circuit (1932, 1934, 1936, 1937, 1938, 1942)
- Élu 12 fois a l'équipe des étoiles
- L'un des cinq joueurs de la ligue nationale ayant passé 20 saisons avec une seule équipe

## Statistiques en carrière
| Statistiques de frappeur |            |            |      |      |      |      |     |    |     |      |    |    |      |     |       |       |       |
|                          |            |            | G    | AB   | R    | H    | 2B  | 3B | HR  | RBI  | SB | CS | BB   | SO  | BA    | OBP   | SLG   |
| Totaux                   | 22 saisons | 22 saisons | 2730 | 9456 | 1859 | 2876 | 488 | 72 | 511 | 1860 | 89 | 0  | 1708 | 896 | 0,304 | 0,414 | 0,533 |